# Dirphia
Dirphia is een geslacht van vlinders uit de familie nachtpauwogen (Saturniidae). De wetenschappelijke naam van het geslacht is voor het eerst geldig gepubliceerd in 1819 door Jacob Hübner.
De typesoort van het geslacht is Phalaena tarquinius Cramer, 1775.

## Synoniemen
- Phricodia Hübner, 1820 
  - Typesoort: Phalaena avia Stoll, 1780; geselecteerd door William Forsell Kirby in 1892

## Soorten
- D. abhorca Lemaire, 1969
- D. acidalia Hübner, 1819
- D. aculea Vuillot, 1892
- D. aculecuatoriana Brechlin, Meister & Käch, 2011
- D. afflata Strand, 1911
- D. agis Cramer, 1775
- D. alba Druce, 1911
- D. albata Draudt, 1930
- D. albescens Brechlin & Meister, 2008
- D. albilinea Schaus, 1908
- D. albosignatus Bouvier, 1929
- D. allae Brechlin & Meister, 2011
- D. amalia Cramer, 1781
- D. amazhorca Brechlin & Meister, 2011
- D. andicola Bouvier, 1930
- D. apeggyae Brechlin, Meister & Käch, 2011
- D. apollinairei Bouvier, 1929
- D. araucariae E.D. Jones, 1908
- D. arctus Bouvier, 1929
- D. areolata Bouvier, 1930
- D. arianae Brechlin, Meister & Käch, 2013
- D. arpi Schaus, 1908
- D. augur Bouvier, 1929
- D. aurora Vuillot., 1893
- D. avia (Stoll, 1780)
- D. avialtoparanensis Brechlin & Meister, 2011
- D. avibarinasensis Brechlin & Meister, 2011
- D. aviboliviana Brechlin & Meister, 2011
- D. avicula Draudt, 1930
- D. avichoco Brechlin & Meister, 2011
- D. aviluisiana Brechlin & Meister, 2011
- D. avinapoana Brechlin, Meister & Käch, 2011
- D. aviurica Brechlin & Meister, 2011
- D. avrilae Lemaire, 1980
- D. ayuruoca Foetterle, 1901
- D. barinasensis Meister & Wenczel, 2002
- D. baroma (Schaus, 1906)
- D. boliviana Bouvier, 1930
- D. brasiliensis Bouvier, 1930
- D. brevifurca Strand, 1911
- D. cadioui Lemaire, 1980
- D. cadoui Lemaire, 1980
- D. calchas Cramer, 1780
- D. callosa Draudt, 1930
- D. carchensis Brechlin, Meister & Käch, 2013
- D. carilapha Schaus, 1924
- D. carimaguensis Decaëns, Bonilla & Naumann, 2005
- D. catarinensis Lemaire, 1975
- D. catherina Schaus, 1896
- D. centralis Johnson & Michener, 1948
- D. centrifurca Naumann, Brosch & Wenczel, 2005
- D. cochabambensis Lemaire, 1977
- D. colax Draudt, 1930
- D. concava Bouvier, 1929
- D. confluens Bouvier, 1930
- D. convexa Bouvier, 1929
- D. crassifurca Lemaire, 1971
- D. curitiba Draudt, 1930
- D. choroniensis Lemaire, 1975
- D. dalcyra Oiticica, 1953
- D. delta Foetterle, 1901
- D. demarmelsi Naumann, Brosch, Wenczel & Clavijo, 2005
- D. dentimaculata (Schaus, 1921)
- D. diasi (Lemaire, 1994)
- D. docquinae Lemaire, 1993
- D. dolosa Bouvier, 1929
- D. draudti Bouvier, 1935
- D. dukinfieldi Schaus, 1894
- D. epiolina Felder, 1874
- D. eumedide Cramer, 1780
- D. eumedidoides Vuillot., 1893
- D. eximia Lemaire, 1977
- D. fabiani Brechlin & Meister, 2011
- D. fallax Bouvier, 1930
- D. fassli Dognin, 1923
- D. fernandezi Lemaire, 1972
- D. flavosignata 1948
- D. flora Schaus, 1911
- D. fornax (Druce, 1903)
- D. fraterna (R. Felder & Rogenhofer, 1874)
- D. gragatus Bouvier, 1923
- D. griseoalba Bouvier, 1929
- D. guyanensis Lemaire, 1975
- D. herbuloti Lemaire, 1975
- D. hircia Cramer, 1775
- D. horca Dognin, 1894
- D. horcana Schaus, 1911
- D. hortensia Schaus, 1913
- D. imperialis Draudt, 1930
- D. inexpectata L. & T. Racheli, 2005
- D. inflexa Bouvier, 1930
- D. infuscata Bouvier, 1929

- D. irradians Lemaire, 1972
- D. javarina Butler, 1878
- D. juninensis Lemaire, 1977
- D. kinkelini Oberthür, 1881
- D. lapaziana Brechlin & Meister, 2011
- D. lemoulti Bouvier, 1930
- D. lepta Druce, 1890
- D. levis 1948
- D. lichyi Lemaire, 1971
- D. lineosa Walker, 1855
- D. lombardi Bouvier, 1924
- D. ludmillae Lemaire, 1974
- D. manes Druce, 1897
- D. mansosotoi Orfila, 1951
- D. medinensis Draudt, 1930
- D. menander Druce, 1886
- D. mexicana Bouvier, 1924
- D. mielkeorum Naumann, Meister & Brosch, 2005
- D. minor Bouvier, 1929
- D. moderata Bouvier, 1929
- D. monticola Zerny, 1924
- D. multicolor Walker, 1855
- D. muscosa Schaus, 1898
- D. napoensis L. & T. Racheli, 2005
- D. niceros Dognin, 1911
- D. nigra Dognin, 1901
- D. nora 1897
- D. nubila Walker, 1855
- D. obliqua Bouvier, 1924
- D. obtusa Walker, 1855
- D. oridocea Schaus, 1924
- D. orientalis Lemaire, 1976
- D. pacifica Lemaire, 1981
- D. pagenstecheri Geyer, 1835
- D. pallida Walker, 1865
- D. panamensis (Schaus, 1921)
- D. parallela Schaus, 1921
- D. paranensis Bouvier, 1929
- D. pastazana Brechlin, Meister & Käch, 2011
- D. peruvianus Bouvier, 1924
- D. picturata Schaus, 1913
- D. plana Walker, 1855
- D. proserpina Lemaire, 1982
- D. pulchra Bouvier, 1930
- D. pulchricornis Walker, 1855
- D. purpurascens Walker, 1855
- D. quaesita Draudt, 1930
- D. radiata Dognin, 1916
- D. reducta Hering, 1925
- D. regia Draudt, 1930
- D. rengei 2010
- D. riograndensis 2007
- D. riojhorca Brechlin & Meister, 2011
- D. rochereaui Bouvier, 1929
- D. romani Bryk, 1953
- D. roseigrisea Bouvier, 1930
- D. rothschildi Dognin, 1916
- D. rubricauda Bouvier, 1929
- D. rufa Bouvier, 1930
- D. rufescens F. Johnson & Michener, 1948
- D. rustica Cramer, 1780
- D. satanas Jones
- D. satellitia Walker, 1855
- D. schmiti Brechlin & Meister, 2011
- D. schreiteri Schaus, 1925
- D. seitz Draudt, 1930
- D. seraphini Bouvier, 1929
- D. sombrero Le Cerf, 1934
- D. somniculosa (Cramer, 1777)
- D. somoccidentalis Brechlin, Meister & Käch, 2013
- D. spitzi Lemaire, 1971
- D. spumosa Vuillot., 1893
- D. subhorca Dognin, 1901
- D. tarquinia (Cramer, 1775)
- D. theobromana Draudt, 1930
- D. theodorici Lemaire, 1982
- D. thliptophana (R. Felder & Rogenhofer, 1874)
- D. tolimafurca Brechlin & Meister, 2011
- D. torva Weymer, 1907
- D. triangulum 1855
- D. tripicata Johnson, 1937
- D. trisignata Felder, 1874
- D. umbrata Oiticica, 1958
- D. undulosa Walker, 1855
- D. unicolor Lemaire, 1977
- D. uniformis Lemaire, 1975
- D. ursina Walker, 1855
- D. vanschaycki Brechlin & Meister, 2013
- D. varia Walker, 1855
- D. venata Butler, 1871
- D. walkeri Bouvier, 1930
- D. wanderbilti Pearson., 1958
- D. winbrechlini Brechlin & Meister, 2011
- D. zeta Berg, 1885
- D. zikani Draudt, 1930